# Slick Rick
Slick Rick, pseudonimo di Richard Martin Lloyd Walters (Londra, 14 gennaio 1965), è un rapper britannico naturalizzato statunitense.
Oltre che per la sua musica, Slick Rick (conosciuto anche come MC Ricky D e Rick The Ruler) è famoso per il continuo indossare gioielli enormi in tutte le sue apparizioni pubbliche.

## Biografia
Slick Rick nasce a Londra nel 1965, nel quartiere di South Wimbledon con il nome di Richard Walters. I suoi genitori hanno origini giamaicane, ed a 11 anni il piccolo Richard si trasferisce con la famiglia a New York, nel Bronx, dove si avvicina alla musica rap incontrando B-Weezy. Da bambino perse la vista all'occhio destro, a causa di un vetro rotto che lo colpì.
Entra nella "La Gurardia High School of Music & Art", dove diventa amico dell'MC Dana Dane. I due costituiscono la Kangol Crew ed iniziano a farsi conoscere in tutta New York, nell'ambiente underground, partecipando a battaglie di freestyle.
Nel 1984, in una di queste occasioni, fa la conoscenza di Doug E. Fresh, importante MC, ed entra a far parte della sua Get Fresh Crew. MC Ricky D (soprannome di Richard all'epoca) stipula un contratto con Russell Simmons titolare del Def Jam Records, una delle più famose etichette discografiche in circolazione. E proprio sul beatbox di Doug E. Fresh incide la canzone La Di Da Di, musicalmente citata da tanti, sia rapper che cantanti (famoso il ritornello di Hypnotize di The Notorious B.I.G.), e rifatta da Snoop Dogg con il nome di Lodi Dodi. Nel 1988 Slick Rick realizza The Great Adventures Of Slick Rick, il suo primo album solista. Il singolo estratto Treath Her Like A Prostitute, riscuote un notevole successo nelle strade. Nel 1989 il singolo If I'm Not Your Lover (con Al B. Sure), viene ascoltato positivamente dalla critica e dal pubblico, nelle classifiche si piazza al secondo posto. Lo stesso avviene per Children Story, che conquista la top 5 della classifica R&B.
È uno dei primi rapper ad aver ostentato la filosofia del bling bling, ovvero la filosofia della ricchezza smodata e spudorata. La sua immagine infatti, è resa caratteristica dai suoi medaglioni dorati e dalla benda nera che porta sull'occhio, indossata per coprire la ferita causata dalla schegge di vetro che lo colpirono da bambino.
Nel 1990 Richard inizia ad aver problemi con la legge, egli viene arrestato per aver sparato al cugino ed aver scatenato un inseguimento con la polizia. Dopo il processo, il rapper registra i brani dell'album The Ruler's Back. Il nuovo album però, si rivela un flop, fatta eccezione per il singolo I Shouldn't Have Done It, che nel 1991 arriva in cima alla classifica R&B.
Il 1994 è l'anno di Behind Bars. L'anno successivo partecipa al documentario The Show, che riscuote un successo esorbitante ed è definibile un classico della discografia hip hop. Slick in prigione acquisisce la libertà nel 1996 e si chiude in studio per realizzare un album di ritorno che stupisca i fan. Nel 1999 esce The Art of Storytelling, che lo riconferma uno dei migliori nel suo campo e lo rimette in carreggiata, ma tre anni dopo, nel 2002, mentre si sta esibendo su di una nave da crociera irrompono degli agenti dall'ufficio immigrazione, che lo rinchiudono in una prigione della Florida. La causa: erano 10 anni che l'ufficio immigrazione tentava di rispedire Rick a Londra, perché all'epoca il suo trasferimento non era avvenuto nel rispetto delle leggi sull'immigrazione. Dopo un anno trascorso in prigione e numerosi processi, al rapper viene dato il permesso di rimanere negli Stati Uniti.
Nel 2004 la EA Sports Big inserisce Slick Rick all'interno del picchiaduro Def Jam Fight For NY, videogioco per console.

## Discografia
- 1988 – The Great Adventures of Slick Rick
- 1991 – The Ruler's Back
- 1994 – Behind Bars
- 1999 – The Art of Storytelling